# Ac de cusut

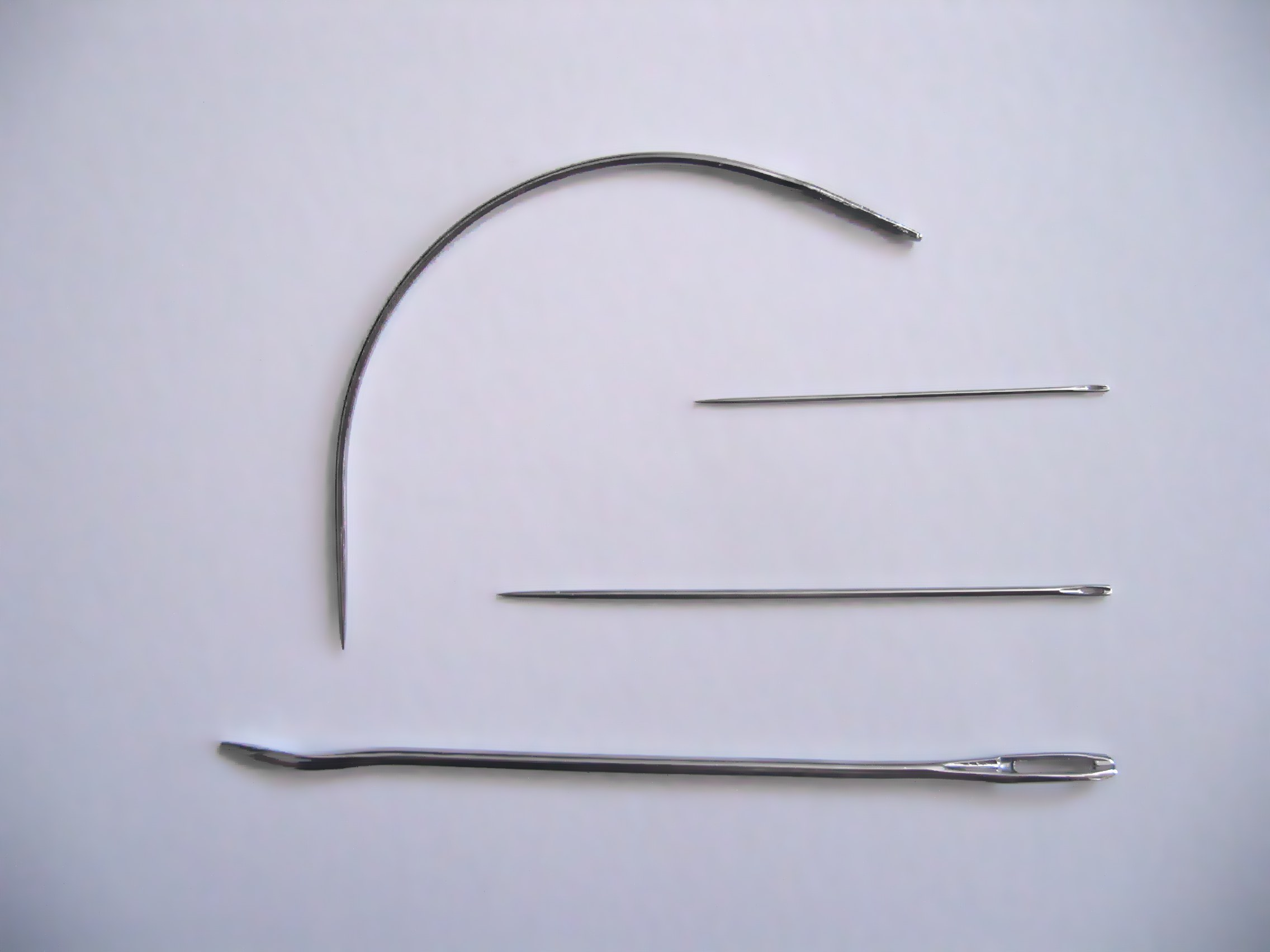
Ace de cusut folosite pentru coaserea de mână

Ac de cusut este o sculă lungă și subțire cu vârf ascuțit (numită și ac) folosită pentru cusut. Primele ace care aveau această destinare au fost făcute din os sau lemn; cele moderne sunt fabricate din fibre de carbon placate cu oțel, nichel sau chiar cu aur 18K pentru rezistența acelor la coroziune. Acele cu cea mai mare calitate pentru broderie sunt placate cu un aliaj ce are ca alcătuire două trăimi platină și o trăime titan. În mod tradițional, acele erau păstrate în cutii speciale sau casete, care au devenit cu timpul obiecte de podoabă.  De asemenea, acele de cusut au început să fie ținute în etui, o mică cutie destinată păstrării acelor și altor obiecte ca foarfecele, creioanele și pensetele. 